# Якоб Лорбер
Якоб Лорбер (на немски: Jakob Lorber) е християнски писател-мистик от Херцогство Щирия, радетел на либералния универсализъм. Сам се наричал „божий книжник“. На 15 март 1840 година си записва, че започва да „чува вътрешен глас“ откъм сърцето си и оттогава започва да записва „чутото“. Към момента на смъртта му 24 години по-късно, Лорбер е оставил ръкописи, които по обем се равняват на над десет хиляди машинописни страници.
Писанията му са публикувани посмъртно като „Ново откровение“ и сформиралото се в този период „Лорберово движение“ се явява една от големите секти за времето си, основно в германоезичната част на Европа, въпреки че част от ръкописите му са преведени на повече от 20 езика. Последователите му (по някои оценки над сто хиляди по цял свят) не са обособени в отделна църква, а традиционно остават към изповядваната от тях християнска деноминация.

## Биография
Якоб Лорбер е роден на 22 юли 1800 в Каниша, малко село в енорията Яринг, Херцогство Щирия (днес Канижа при Яренини в Община Песница, североизточна Словения). Получава образование за селски учител.
Когато през 1840 година в Грац той започва да пише под диктовката на вътрешния си глас, е наблюдаван от местни образовани хора като д-р Карл-Фридрих Цимпел, кмета Антон Хютенбренер, брат му композитора Анселм Хютенбренер, поетът и секретар на Херцогството Карл Готфрид фон Лайтнер, д-р Антон Камерхубер, градския фармацевт Леополд Кантили и други. Мъжете наблюдавали писането му и удостоверили простия живот, който Лорбер водел. Самият Лорбер понякога бил въвличан в дребни интриги и трябвало да „доказва“, че не се преструва и не е прочел от другаде и наизустил писанията си, а единственият му източник за справка е един екземпляр на Библията.
Лорбер имал музикален талант и се научил да свири на цигулка, взимайки уроци от виртуоза Паганини. Веднъж изнесъл концерт в операта Ла Скала в Милано. През 1840 година, годината, в която започнал да чува „вътрешния си глас“, му била предложена работа като помощник музикален директор в един триестки театър. Той обаче отказал с мотива, че гласът го е напътил вместо това да се отдаде на живот в уединение.
Умира на 24 август 1864 година в Грац.

## Откровенията на Лорбер. Критики
Текстовете на Лорбер разкриват, че „вътрешният му глас“ говорел свободно в първо лице от името на Исус Христос, което е и един от основните пунктове на критиката срещу Лорбер.
Описвани са като „завладяващи“, а някои читатели ги сравняват с писанията на други мистици като Емануел Сведенборг, Якоб Бьоме и Рудолф Щайнер. Самият Лорбер прави препратка към Сведенборг в книгата си „От ада към рая“ (книга 2, глава 104, стих 4) и в „Духовното слънце“ (част 1, глава 16).
Някои твърдения в писанията му могат да се смятат за антисемитски и на практика Лорбер е бил споменаван от последователите на ариософския расистки мистицизъм от 1920-те, например от Ланц фон Либенфелс, който нарича Лорбер „най-великия ариософски медиум на модерната епоха“. При все това, в книгите си Лорбер пише и че спасението ще дойде за всички хора от евреите и че човек в цялата си вяра следва да се върне към юдаизма.
Курт Хутен, бивш ръководител на германската евангелска църква, идентифицира Лорбер като субект на еднакво валидно лично откровение като Сведенборг. Официалното становище на църквата обаче е по-скептично, като възприема някои психологически обяснения за откровенията на Лорбер. През 1966 г. изследване на Антоанет Щетлер-Шер от Университета в Берн заключава, че Лорбер е страдал от параноидна шизофрения. Тази диагноза се отрича от Бернхард Гром, който поставя вместо това диагнозата самоиндуцирана халюцинация. Според съвременния Диагностичен и статистически наръчник на психичните разстройства, не може да се изготви валидна психологическа диагноза при отсъствието на субекта или каквито и да е клинични наблюдения на специфичния стрес или инвалидност, които са се проявили по време на живота му. Така германската евангелска църква заключава, че съдържанието на откровенията на Лорбер отразяват както периода, през който са написани, така и познанията на автора им, като ги окачествява като „благочестива поезия в най-добрия смисъл на думата, но не и божествена диктовка“.